# Hanna Suchocka
Hanna Stanisława Suchocka (pronuncia [ˈxanna suˈxɔʦka]; Pleszew, 3 aprile 1946) è una politica polacca.
Ha ricoperto la carica di Primo ministro della Polonia dall'11 luglio 1992 al 26 ottobre 1993 sotto la presidenza di Lech Wałęsa. Fu la prima donna a ricoprire questo ruolo.

## Biografia
Hanna Suchocka è specialista di diritto costituzionale. È stata membro del Sejm della Repubblica Popolare Polacca durante gli anni ottanta, ed è divenuta Primo Ministro nel 1992. 
L'ottenimento della carica è avvenuto in maniera anomala, in quanto è stata raggiunta in parte a causa della sua posizione politica, che si collocava in entrambe le parti dello scenario politico.
Dopo la caduta del governo di Jan Olszewski nel giugno 1992, a seguito della pubblicazione di una lista di collaboratori segreti con il regime comunista di Służba Bezpieczeństwa da parte del Ministro degli Interni Antoni Macierewicz, il suo governo fu legato alla persecuzione illegale e alla distruzione dei partiti polacchi conservatori e indipendentisti di destra.
Le sue tendenze di centro-sinistra, accompagnate dalla sua forte posizione anti-abortista, la resero il candidato perfetto per soddisfare gli interessi della coalizione di maggioranza formata dalla sua Unione Democratica, dall'Unione Cristiano-Nazionale e dal Congresso Liberal-Democratico.
Il Presidente della Repubblica Lech Wałęsa la nominò quindi primo ministro e il suo mandato incominciò l'11 luglio 1992. 
Il 7 gennaio 1993 il suo Governo approvò una legge estremamente restrittiva sull'aborto, rendendo la Polonia, già allora, uno dei paesi europei più difficili dove praticare l'aborto. 
Il 26 ottobre 1993 finì il suo mandato; e divenne poi ministro della Giustizia con il premier Jerzy Buzek dal 31 ottobre 1997 all'8 giugno 2000.

### Governo Suchocka (11 luglio 1992-26 ottobre 1993)
| Incarico                                                                                  | Ministro                                                 |
| ----------------------------------------------------------------------------------------- | -------------------------------------------------------- |
| Presidente del Consiglio dei Ministri                                                     | Hanna Suchocka                                           |
| Vice Primo Ministro, Presidente del Consiglio economico                                   | Henryk Goryszewski                                       |
| Vice Primo Ministro Presidente del Comitato Sociale e Politico del Consiglio dei Ministri | Paweł Łączkowski                                         |
| Ministro del lavoro e degli affari sociali                                                | Jacek Kuroń                                              |
| Ministro degli affari interni                                                             | Andrzej Milczanowski                                     |
| Il Ministro degli Affari Esteri                                                           | Krzysztof Skubiszewski                                   |
| Ministro delle comunicazioni                                                              | Krzysztof Kilian                                         |
| Ministro dei contatti con la Comunità Economica Europea                                   | Jan Krzysztof Bielecki                                   |
| Ministro della Difesa                                                                     | Janusz Onyszkiewicz                                      |
| Ministro della cooperazione economica con i paesi esteri                                  | Andrzej Arendarski                                       |
| Ministro delle finanze                                                                    | Jerzy Osiatyński                                         |
| Ministro della sanità e dell'assistenza sociale                                           | Andrzej Wojtyła                                          |
| Ministro dell'industria e del commercio                                                   | Wacław Niewiarowski                                      |
| Ministro della giustizia                                                                  | Zbigniew Dyka (fino al 17 marzo 1993)                    |
| Ministro della giustizia                                                                  | Jan Piątkowski (dal 17 marzo 1993)                       |
| Ministro dell'Arte e della Cultura                                                        | Piotr Łukasiewicz (A.i.) (fino all'11 febbraio 1993)     |
| Ministro dell'Arte e della Cultura                                                        | Jerzy Góral                                              |
| Ministro dell'agricoltura e dell'alimentazione                                            | Gabriel Janowski (fino all'8 aprile 1993)                |
| Ministro dell'agricoltura e dell'alimentazione                                            | Janusz Byliński (A.i.) *) ad interim fino al luglio 1993 |
| Ministro dell'agricoltura e dell'alimentazione                                            | Jacek Janiszewski (A.i.) *)                              |
| Ministro dell'ambiente, delle risorse naturali e delle foreste                            | Zygmunt Hortmanowicz (fino al 4 maggio 1993)             |
| Ministro dell'ambiente, delle risorse naturali e delle foreste                            | Bernard Błaszczyk (A.i.) *)                              |
| Ministro dell'istruzione                                                                  | Zdobysław Flisowski                                      |
| Ministro della privatizzazione                                                            | Janusz Lewandowski                                       |
| Ministro della pianificazione del territorio e dell'edilizia abitativa                    | Andrzej Bratkowski                                       |
| Ministro dei trasporti e degli affari marittimi                                           | Zbigniew Jaworski                                        |
| Ministro senza portafoglio, presidente del consiglio centrale di pianificazione           | Jerzy Kropiwnicki                                        |
| Ministro senza portafoglio, Segretario privato del governo                                | Jan Rokita                                               |
| Ministro senza portafoglio responsabile delle aziende                                     | Zbigniew Eysmont                                         |
| Ministro senza portafoglio responsabile dei contatti con i partiti politici               | Jerzy Kamiński                                           |
| Presidente del Comitato di ricerca scientifica                                            | Witold Karczewski                                        |

#### Post Premierato
È membro del Club di Madrid.
La Presidente Hanna Suchocka è membro del Consiglio Mondiale delle Donne Leader, una rete internazionale di attuali ed ex donne presidente e primo ministro, la cui missione è di mobilitare le donne leader a più alto livello per l'azione collettiva su argomenti di importanza critica per le donne e per lo sviluppo sostenibile.
Il Presidente Lech Wałęsa fermò la sua carriera politica affermando "Non riesco a immaginare una donna sopra di me", e sminuendo ulteriormente le donne aggiungendo "talvolta, forse."
Dal dicembre 2001, Hanna Suchocka è Ambasciatore della Polonia presso la Santa Sede ed è anche membro della Pontificia Accademia delle Scienze Sociali in Vaticano (nominata da Papa Giovanni Paolo II il 19 gennaio 1994).
Dal 22 marzo 2014 è membro della Pontificia commissione per la tutela dei minori appena istituita da Papa Francesco.